# CA Sorocaba
Der Clube Atlético Sorocaba ist ein Sportverein aus Sorocaba, im brasilianischen Bundesstaat São Paulo. Sein Ursprung liegt im Basketball.

## Geschichte
1984 wurde der Clube Atlético Minercal mit einer Frauenbasketballmannschaft gegründet. Diese ging auf Initiative der Stadt zurück, die sich zum Ziel gesetzt hatte, mehr Aktivitäten in Sport und Freizeit anzubieten. Das Rathaus übernahm 70 % der Kosten der Mannschaft zu übernehmen. Den Rest übernahm das Bergbauunternehmen Minercal. Einige Zeit ging Minercal im Bauunternehmen Constecca auf, welche das Sponsoring bis 1990 weiterführte. Dann fing der João Caracante Filho an, die Kosten vollständig selbst zu übernehmen. Am 21. Februar 1991 gründete dieser dann den CA Sorocaba. Es ist unklar, ob Minercal weiterbestand, oder im neuen Klub aufging. Der Quellenlage nach scheint zweiteres wahrscheinlicher. In der Folge weitete Atlético Sorocaba seine Aktivitäten auf weiteren Sportarten aus. Die Basketballmannschaft stellte Ende 1993 seinen Aktivitäten ein. Anfang der 2000er Jahre wurde der Südkoreaner Sun Myung Moon Eigner von Atlético Sorocaba sowie dem CE Nova Esperança. Nach dessen Tod im Jahr 2012 sahen dessen Erben keinen Sinn darin, die Investitionen im Verein zu behalten.
Um Atlético Sorocaba am Leben zu erhalten, baute der Klub zwei Hotels, um eine Mannschaft während der Fußball-Weltmeisterschaft 2014 in Brasilien zu empfangen. Eines der gebauten Hotels, das während der Weltmeisterschaft die Heimat der algerischen Nationalmannschaft war, kostete 9,9 Millionen Real, von denen 5 Millionen von Atlético Sorocaba und der Rest von der Regierung des Bundesstaates São Paulo finanziert wurden. Der Ort verfügt über 31 Zimmer und einen Saal mit einer Kapazität von fast 600 Personen. Der Ort für Firmenveranstaltungen und für die Beherbergung von Vereinen, die in der Region tätig sind, vermietet. Weitere Einnahmen generiert der Klub durch die Vermietung seiner Fußballplätze.

## Fußballmannschaft
Am 15. März 1993 ging Atlético Sorocaba eine Kooperation mit den Amateurklubs Clube Atlético Barcelona und Estrada de Ferro Sorocabana FC. Beide Klubs hatten bis dahin nur in unterklassigen Ligen der Staatsmeisterschaft von São Paulo teilgenommen. Barcelona hatte das Recht 1993 in deren Segunda Divisão, deren dritten Liga, heute Série A3, anzutreten. Gemäß Quellenlage trat der Zusammenschluss 1993 noch unter dem Namen von Barcelona an und ab der Folgesaison in derselben Spielklasse als Atlético Sorocaba. 2001 erreichte der Klub in der Série A3 die Vizemeisterschaft und damit für 2002 die Qualifikation für die Série A2. Nach der Austragung der Meisterschaft von 2003 erreichte der Klub als Vizemeister den Aufstieg in die oberste Spielklasse der Staatsmeisterschaft. In dieser gab Atlético Sorocaba am 21. Januar 2004 sein Debüt. Man empfing den SC Corinthians. Gegen den Klub, welcher in dem Jahr auch in der Série A 2004 antrat, gelang ein befriedigendes 2:2–Unentschieden. Nach Abschluss der Gruppenphase erreichte die Mannschaft den achten Platz in seiner Gruppe. Die Bilanz wies zwei Siege, drei Unentschieden und vier Niederlagen bei 12: 16 Toren aus. Dieses reichte in der Gesamttabelle zum 15. Platz bei 21 Teilnehmern. 2005 war das Ergebnis schlechter Atlético Sorocaba erreichte nur den 19. Platz und musste wieder absteigen. In der Folge pendelte man mehrmals zwischen der Série A und A2.
2006 war Atlético Sorocaba Teil einer kleinen Fußballgeschichte im Spiel bei der AE Santacruzense am 10. September im Staatspokal von São Paulo. Der Klub führte mit 1:0, als kurz vor dem Ende der Spielzeit ein Torschuss am Tor vorbei ging. Der dort eingesetzte Balljunge gab den Spielball aber nicht zum Torwart zurück und schoss diesen in das Tor von Sorocaba. Schiedsrichterin Silvia Regina de Oliveira war zu dem Zeitpunkt abgelenkt, sah dann den Ball im Tor und wertete einen regulären Treffer. Der Verband von São Paulo bestätigte die Entscheidung mit der Begründung, dass nichts im Spielbericht vermerkt worden wäre. Trotzdem erhielt Santacruzense eine Geldstrafe in Höhe von 50.000 Real.
Im August 2009 reiste der Klub nach Südkorea zu einem Freundschaftsturnier. Die weiteren Teilnehmer waren Seongnam FC, eine Auswahlmannschaft von Spielern aus Moskau und FC Barcelona Atlètic. Das erste Spiel gegen Moskauer gewann man mit 7:0. Im zweiten, dem Finale, traf Sorocaba auf Seongnam. Das Treffen konnte der Klub mit 5:4 im Elfmeterschießen, nach 1:1 in der regulären Spielzeit, für sich entscheiden.
Am 3. April 2016 fand das letzte Spiel in der Klubgeschichte statt. Am 30. November 2016 verabschiedete sich die Profimannschaft von den Profiwettbewerben des Verbandes von São Paulo.
Besonderheiten in seiner aktiven Zeit waren die Teilnahmen an nationalen Wettbewerben, für die sich Atlético Sorocaba über Ergebnisse in den Staatsmeisterschaften qualifiziert hatte. An der dritten Liga, der Série C kam es zu insgesamt zehn Beteiligungen. Die erste 1994, in welcher der Klub in der Gruppe 9 antrat. Das erste Spiel fand am 18. September gegen den SE Matsubara statt (0:3–Niederlage). In seinen sechs Gruppenspiele erreichte man nur ein Unentschieden. Die restlichen Spiele wurden verloren und der Klub fand sich am Saisonende auf dem letzten Platz wieder. 2008 konnte Atlético Sorocaba den Staatspokal gewinnen und damit erstmals beim nationalen Pokalwettbewerb, dem Copa do Brasil, antreten. Im Copa do Brasil 2009 traf der Klub in der ersten Runde auf den EC Juventude. Das Hinspiel gewann man mit 1:0, unterlag aber im Rückspiel mit 0:2. Als Staatspokalsieger nahm Atlético Sorocaba am Jahresende auch an der Recopa Sul-Brasileira teil. Dieses war ein kurzlebiger Fußballwettbewerb, in welchem die Staatspokalsieger von vier Landesverbänden gegeneinander antraten. Im Halbfinale setze sich der Klub mit 2:0 gegen den EC Pelotas durch. Im Finale schlug der Brusque FC Sorocaba 1:0.

### Teilnahme an Fußballwettbewerben
| Wettbewerb                   | Teilnahmen                                   |
| ---------------------------- | -------------------------------------------- |
| Copa do Brasil               | 01× – 2009                                   |
| Série C                      | 10× – 1994–1998, 2001–2005                   |
| Staatsmeisterschaft Série A  | 04× – 2004–2005, 2013–2014                   |
| Staatsmeisterschaft Série A2 | 11× – 2002–2003, 2006–2012, 2015–2016        |
| Staatsmeisterschaft Série A3 | 09× – 1993–2001                              |
| Staatspokal                  | 10× – 1999, 2003–2004, 2006–2010, 2012, 2014 |

### Erfolge
- Staatsmeisterschaft von São Paulo Série A3 – Vizemeister: 2001
- Staatsmeisterschaft von São Paulo Série A2 – Vizemeister: 2003
- Staatspokal von São Paulo: 2008

### Nordkorea
Durch die Verbindungen von Sun Myung Moon reiste der Klub zwischen 2009 und 2015 vier Mal nach Nordkorea. Hier trat man gegen die Nordkoreanische Fußballnationalmannschaft an. Bei seiner ersten Reise wurde die Mannschaft am 5. November 2009 im Kim-Il-sung-Stadion von 80.000 Zuschauern empfangen. Im Zuge der Partie spielten sich kuriose Szenen ab. Auf der Anzeigetafel des Stadions wurde nicht Atlético Sorocaba als Spielgegner angezeigt. Vielmehr stand dort BRA für Brasilien, also für die Brasilianische Fußballnationalmannschaft. Für die Zuschauer war die Partie ein Treffen zweier Nationalmannschaften. Als die Mannschaft während des Spiels den Ball hatte, war das Publikum völlig still. Es gab keine Buhrufe, kein Gemurmel, keine Gespräche: nichts. Es war ein undurchdringlicher Block des Schweigens. Die Atmosphäre änderte sich erst, als die nordkoreanische Mannschaft angriff. Dann explodierte der Klang der Anreize für die Nordkoreaner. Für deren Auswahl war es ein Vorbereitungsspiel für die Fußball-Weltmeisterschaft 2010 in Südafrika. Das Spiel endete torlos.
Nach der Fußball-Weltmeisterschaft reiste der Klub im Oktober 2010 erneut nach Nordkorea, um wieder gegen deren Nationalmannschaft anzutreten. Die Partie fand dieses Mal am 25. Oktober vor einem Publikum von 40.000 Menschen im Yanggakdo-Stadion statt und endete 1:0 für die Gastgeber. Das Tor wurde durch einen Strafstoß erzielt, welcher unberechtigt gewesen sein soll, wie auch der koreanische Schiedsrichter die Heimmannschaft erheblich bevorzugt haben soll. Dieses Mal stand auch der richtige Klubname auf der Anzeigetafel. 2011 reiste man erneut in das Land. Austragungsort und Ergebnis sind nicht bekannt. Eine vierte und letzte Reise erfolgte 2015 mit einer U15–Mannschaft, welche an einem Turnier mit weiteren Klubs aus Nordkorea, Südkorea, China und Kroatien teilnahm.

## Volleyball
1993 ging Sorocaba eine Partnerschaft mit Nestlé ein, aus welcher der Frauen–Volleyballklub Leites Nestlé entstand. Nestlé wollte sein gezuckerte Kondensmilch, in Deutschland unter Milchmädchen und in Brasilien unter Leite Moça vertrieben, bewerben. 1996 zog die erfolgreiche Damenmannschaft, 1994 Gewinn der Volleyball-Klub-Weltmeisterschaft nach Jundiaí und wurde in Leites Nestlé Jundiaí umbenannt.